# Lenka Brodecká
Lenka Brodecká (* 11. prosince 1972 Brno) je redaktorka, spisovatelka a učitelka.
Pracuje jako redaktorka v nakladatelství Větrné mlýny. Je autorkou tří knih pro děti, souboru scénářů Děti hrají divadlo (2003), povídkové knihy Pišťucha má problémy (2008) a dobrodružné pohádkové detektivky Hledá se hvězda (2015). Pro ČRo napsala povídky Mopslík (2012) a Zadek jako Kylie Minogue (2013), detektivky Pomalu zavřít dveře (2016) a Tři u jezera (2017). Je autorkou zdramatizovaného portrétu Agathy Christie Záhadný život (2010).

## Život
Lenka Brodecká se narodila v Brně, vystudovala na Masarykově univerzitě v Brně obor český jazyk a historie. Po ukončení studia učila na Vyšší odborné škole a Střední odborné škole informačních a knihovnických služeb v Brně. Poté pracovala jako knižní redaktorka pro různá nakladatelství, především pro Munipress (šéfredaktorka populárně naučné edice Munice) a Větrné mlýny. Vedla rubriku Succes Story (portréty úspěšných českých podnikatelek) v časopise Business Woman (ročník 1, 2012 a 2, 2013) Ze slovenštiny přeložila povídkovou knihu Ivany Dobrakovové Toxo (Brno. Větrné mlýny, edice Česi, čítajte; 2018)., od Vandy Rozenbergové Tři smrtky pluly do dáli (Brno: Host 2020), od Ivany Gibové Eklektik Bastard (Praha: Argo, 2022)
Je učitelkou českého jazyka na Gymnáziu Mojmírovo náměstí v Brně.

## Dílo

### Tvorba pro děti
- Děti hrají divadlo (Brno. MC nakladatelství, 2003) soubor 27 scénářů pro dětské divadelní soubory, knihu ilustrovala Vlasta Švejdová
- Pišťucha má problémy (Brno. Brod, 2008) povídková kniha, která byla v roce 2008 oceněna druhým místem v soutěži Nejkrásnější česká kniha. Knihu doplnila svými ilustracemi Alžběta Skálová.
- Hledá se hvězda (Brno. Host, 2015) dobrodružná pohádková detektivka, kterou ilustrovala Tereza Ščerbová. Kniha byla zařazena do prestižního německého katalogu White.[12]

### Tvorba pro rozhlas
- Agatha Christie: Záhadný život (2010) - dramatizovaný portrét královny detektivek Agathy Mary Clarissy lady Mallowanové, rozené Millerové
- Mopslík (2012) – povídka
- Zadek jako Kylie Minogue (2013) – povídka
- Pomalu zavřít dveře (2016) – detektivka
- Tři u jezera (2017) – detektivka na motivy detektivního příběhu Hany Proškové